# Iglesia mayor de San Pedro y San Pablo

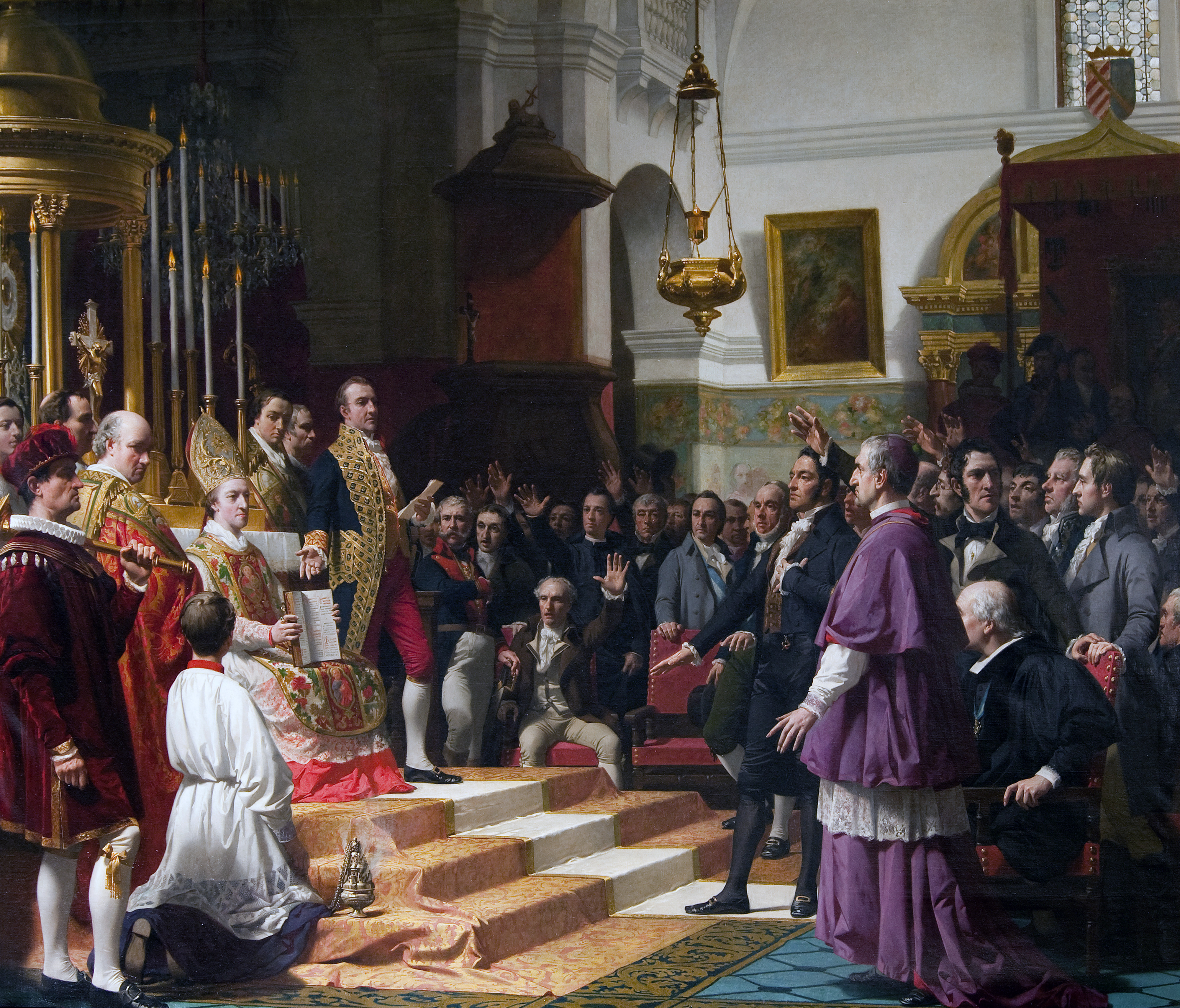
Jura de las Cortes (1810), expuesto en el Congreso de los Diputados

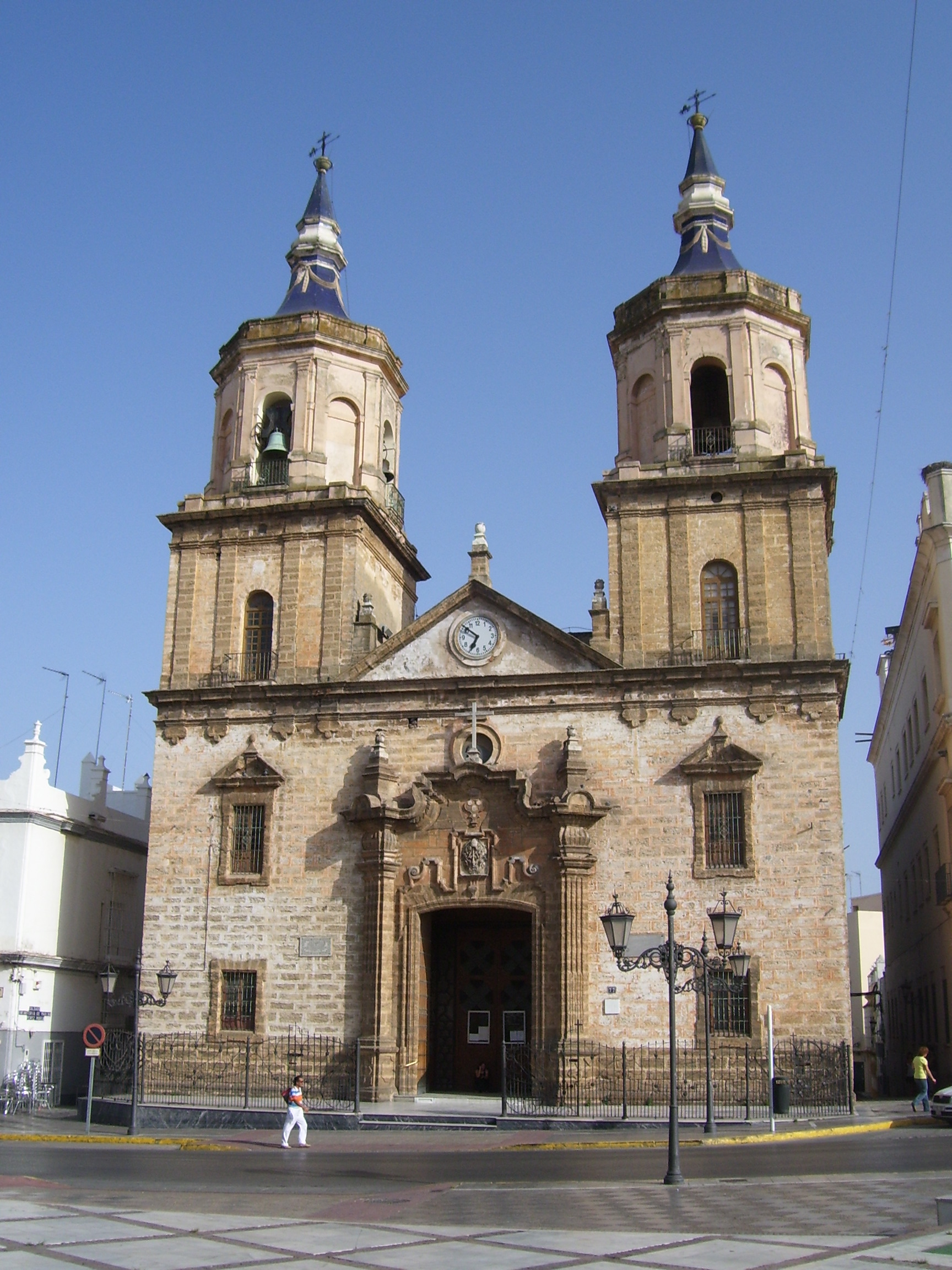
La fachada antes de ser reformada

La Iglesia Mayor de San Pedro y San Pablo (llamada oficialmente Iglesia de San Pedro y San Pablo y de los Desagravios y conocida popularmente como Iglesia Mayor), es la mayor y una de las más antiguas iglesias de la localidad de San Fernando (Cádiz, España). De estilo neoclásico, al que se unen elementos tardobarrocos, su construcción data de mediados del siglo XVIII y se debió al crecimiento que sufrió la ciudad en esa época, con lo que se hizo necesario la edificación de un nuevo templo que sustituyera a la capilla de Santa María, ubicada en el cercano castillo de San Romualdo. En su interior recibe culto la imagen dieciochesca de San José, Patrón de la ciudad, imagen atribuida al maestro escultor del Arsenal de La Carraca José Tomás de Cirartegui Saralegui, que recibió el nombramiento como tal, primero de forma unilateral por parte del Ayuntamiento en 1766 y, nuevamente, en 1800, ratificado por Pío VII en dos Breves Pontificios de 1802, tras contemplar la milagrosa intercesión del Santo Patriarca en la epidemia de fiebre amarilla que asoló a la Villa en 1800. En los mismos documentos, se nombraba a San Servando y San Germán, Co-Patronos de la ciudad. En 2010, la Devota y Venerable Hermandad y Esclavitud del Bendito Patriarca Señor San José, Corporación que le da culto, recibió la Medalla de la Ciudad y en 2014, a la referida Imagen Patronal, le fue concedida e impuesta la Llave de la Ciudad en el contexto del CCXXV Aniversario de la Hermandad y Esclavitud que lo venera como Titular.
El acontecimiento más importante que vieron las paredes del templo ocurrió el 24 de septiembre de 1810, durante el sitio de Cádiz (asedio de las ciudades de San Fernando y Cádiz por parte de la Grande Armée durante la Guerra de Independencia Española), cuando los diputados que redactaron la Constitución Española de 1812 juraron lealtad en este edificio. Este hecho quedó inmortalizado por el pintor José Casado del Alisal, cuyo cuadro está expuesto en el Congreso de los Diputados.

## Situación
La Iglesia Mayor de San Pedro y San Pablo se encuentra en el centro de San Fernando, más concretamente en la calle Real de la ciudad, frente a la Plaza de la Iglesia. Muy cerca al templo se localizan el museo municipal, el ayuntamiento, el Castillo de San Romualdo y la Plaza de Toros.

## Historia
La edificación de esta iglesia se debe a la necesidad de construir un templo mayor que sustituyera a la pequeña parroquia de Santa María, situada en el castillo cercano, ya que el crecimiento demográfico de San Fernando (por entonces llamada Real Villa de la Isla de León había hecho que la capilla quedara muy reducida para albergar a un mayor número de fieles. Las obras de construcción se iniciaron en 1756 y, aunque en el año 1764 fue bendecida por el obispo Tomás del Valle, su terminación se demoró hasta las primeras décadas del siglo XIX. Su diseño primitivo se atribuye a Alejandro María Pavía, pero fue el arquitecto Torcuato Benjumeda quien le otorgó su actual fisonomía.
Su construcción, en la que intervinieron conjuntamente el obispado gaditano y la corporación municipal, se produjo como respuesta a las necesidades espirituales de la pujante población de San Fernando, ubicándose el inmueble en el punto más céntrico de la ciudad, en la margen izquierda del camino que conducía a Cádiz, equidistante al castillo de San Romualdo, al Puente Zuazo por el norte, y a la Iglesia-convento de El Carmen por el sur. El dinero de su construcción se recaudó con un impuesto sobre el vino y la miste, aunque también se cuenta la anécdota de que un inglés, que estaba de paso por la Isla de León, y al ver el estado inacabado de la iglesia, donó una importante suma de dinero a pesar de pertenecer a la Iglesia Anglicana.
La Iglesia se constituye, además, como uno de los hitos fundamentales en la trama urbana del casco antiguo de San Fernando, siendo una de sus señas de identidad más significativas y muestra de la actividad creativa generada en la ciudad en la segunda mitad del siglo XVIII y primeros años del XIX.

### Cortes de Cádiz
Su valor histórico es igualmente destacado, pues en este templo prestaron juramento los diputados de las primeras Cortes constituyentes españolas el 24 de septiembre de 1810, ante el Cardenal y Arzobispo de Toledo Don Luis de Borbón, con anterioridad a la primera sesión celebrada a continuación en el Teatro de las Cortes, durante el asedio francés y cuando España se reducía solamente a la Isla de León -San Fernando- y Cádiz. Este momento histórico de la Historia de España, se recoge en un óleo de José Casado del Alisal que se conserva en el Congreso de los Diputados.

¿Juráis la Santa Religión Católica, Apostólica, Romana, sin admitir otra en estos Reinos? ¿Juráis conservar en su integridad la nación española y no omitir medio para liberarla de sus injustos opresores? ¿Juráis conservar a nuestro muy amado Soberano Don Fernando VII todos sus dominios, y en su defecto a sus legítimos sucesores, y hacer cuantos esfuerzos sean posible para sacarlo del cautiverio y colocarlo en el trono? ¿Juráis desempeñar fiel y lealmente el encargo que la nación ha puesto a vuestro cuidado, guardando las leyes de España, sin perjuicio de alterar, moderar, y variar aquellas que exigiesen el bien de la nación?
Nicolás María de Sierra, Notario Mayor del Reino

Sí, juramos.
Diputados

## Descripción
Esta iglesia de San Pedro y San Pedro y de los Desagravios es un edificio de planta rectangular compuesto de tres cuerpos y realizado en piedra ostionera. Este templo destaca, desde el punto de vista arquitectónico, por resumir las dos corrientes estilísticas más utilizadas en las principales construcciones de la localidad: por un lado el tardobarroquismo, que modera los elementos ornamentales pero sin excluirlos de su diseño, visible especialmente en las portadas principal y laterales de la iglesia; y por otro, el neoclasicismo, palpable en el diseño del tramo superior de las torres que flanquean la fachada principal.
De sus dos torres destacan las cuatro campanas que llevan los nombres de los cuatro evangelios.

## Conservación
Está catalogada como Bien de Interés Cultural, por la Junta de Andalucía.